# Joanna Haigh
Pour les articles homonymes, voir Haigh.
Joanna Dorothy Haigh, née le 7 mai 1954 à Londres, est une météorologue et climatologue britannique. Professeure de physique de l'atmosphère à l'Imperial College London et co-directrice de l'Institut Graham sur le changement climatique et l'environnement (en) jusqu'à son départ à la retraite en 2019, elle est également membre de la Royal Society et ancienne présidente de la Royal Meteorological Society.

## Jeunesse et études
Haigh naît le 7 mai 1954 à Londres. Elle est scolarisée à Hitchin Girls' School (en), une grammar school pour jeunes filles dans le Herefordshire. Adolescente, elle s'intéresse à la météorologie et construit une station météorologique dans son jardin. Elle étudie la physique à Somerville College (Oxford), où elle obtient un baccalauréat universitaire (BA), diplôme qui est ensuite converti en un Master of Arts (MA (Oxon)) selon la coutume. Haigh décroche ensuite une maîtrise des sciences (MSc) en météorologie à l'Imperial College London. Elle retourne ensuite à Oxford, cette fois à St Cross College, et y obtient un doctorat (DPhil) en physique de l'atmosphère en 1980 grâce à une thèse dirigée par C. D. Walshaw.

## Carrière académique
Haigh est professeure émérite de physique de l'atmosphère à l'Imperial College London. Depuis 2014, elle est directrice de l'Institut Graham sur le changement climatique et l'environnement (en). Elle a également présidé la faculté de physique de l'Imperial College de 2009 à 2014. Elle prend sa retraite en 2019.
Haigh est connue pour ses recherches sur la variabilité de l'activité solaire, le transfert radiatif, le couplage stratosphère-troposphère et la modélisation climatique. Elle a été rédactrice au Journal of the Atmospheric Sciences et auteur-directrice du troisième rapport d'évaluation du GIEC. Elle est membre de l’Institute of Physics. Elle reçoit la médaille Charles Chree (en) de l’Institute of Physics en 2004 et le prix Adrian Gill de la Royal Meteorological Society en 2010 pour son travail sur les variations de l'activité solaire et leurs effets sur le climat.
Haigh adhère au consensus scientifique sur le réchauffement climatique selon lequel les émissions de carbone dues aux activités humaines accroissent l'effet de serre. En juin 2016, Haigh affirme que le rythme des émissions de carbone conduirait à une augmentation de la température moyenne de 5 °C par rapport à l'ère pré-industrielle d'ici la fin du XXIe siècle, et que parvenir à une augmentation de 0 °C nécessiterait l'arrêt de toutes les émissions de carbone. Après avoir affiché son optimisme à l'issue de la COP21 en 2015, elle déclare, après l'élection Donald Trump à la présidence des États-Unis en 2016 : « Si Trump fait ce qu'il a dit, et si les autres en font autant, alors j'ai peur. Très peur. »

## Distinctions
Dans le cadre des New Year Honours de 2013 (en), Haigh est nommée Commandeur de l'Ordre de l'Empire britannique « pour ses services rendus à la physique »,.
Haigh est une ancienne présidente de la Royal Meteorological Society, dont elle est aujourd'hui vice-présidente,.
En 2013, elle est élue membre de la Royal Society.

## Publications (sélection)
- (en) J. D. Haigh et J. A. Pyle, « A two-dimensional calculation including atmospheric carbon dioxide and stratospheric ozone », Nature, vol. 279, no 5710,‎ 1979, p. 222 (DOI 10.1038/279222a0, Bibcode 1979Natur.279..222H)
- (en) J. D. Haigh, « CLIMATE: Climate Variability and the Influence of the Sun », Science, vol. 294, no 5549,‎ 2001, p. 2109–2111 (PMID 11739941, DOI 10.1126/science.1067013)
- (en) J. D. Haigh, « The effects of solar variability on the Earth's climate », Philosophical Transactions of the Royal Society A: Mathematical, Physical and Engineering Sciences, vol. 361, no 1802,‎ 2003, p. 95–111 (DOI 10.1098/rsta.2002.1111, Bibcode 2003RSPTA.361...95H)
- (en) J. D. Haigh et M. Blackburn, « Solar Influences on Dynamical Coupling Between the Stratosphere and Troposphere », Space Science Reviews, vol. 125, nos 1–4,‎ 2006, p. 331 (DOI 10.1007/s11214-006-9067-0, Bibcode 2006SSRv..125..331H, lire en ligne [PDF])
- (en) J. D. Haigh et H. K. Roscoe, « The Final Warming Date of the Antarctic Polar Vortex and Influences on its Interannual Variability », Journal of Climate, vol. 22, no 22,‎ 2009, p. 5809 (DOI 10.1175/2009JCLI2865.1, Bibcode 2009JCli...22.5809H, lire en ligne)
- (en) J.D. Haigh, A.R. Winning, R. Toumi et J.W. Harder, « An influence of solar spectral variations on radiative forcing of climate », Nature, vol. 467, no 7316,‎ 2010, p. 696-699 (DOI 10.1038/nature09426)
- (en) J.D. Haigh et P. Cargill, The Sun’s Influence on Climate, 2015 (ISBN 9780691153841)
- (en) W.T. Ball, J.D. Haigh, E.V. Rozanov et al., « High solar cycle spectral variations inconsistent with stratospheric ozone observations », Nature Geoscience, vol. 9, no 3,‎ 2016, p. 206-209 (DOI 10.1038/ngeo2640)